# Oud- en Nieuw Hongerland
De polders Oud- en Nieuw Hongerland  vormden een waterschap in de gemeente Nissewaard (voorheen Hekelingen en daarna Spijkenisse) in de Nederlandse provincie Zuid-Holland. Het waterschap was in 1953 gevormd door: 
- polder Nieuw Hongerland
- polder Oud Hongerland

Het waterschap was verantwoordelijk voor de waterhuishouding in de polders.